# Équipe d'Italie de football au Championnat d'Europe 2004
L'équipe d'Italie de football participe à son 6e championnat d'Europe lors de l'édition 2004 qui se tient au Portugal du 12 juin 2004 au 4 juillet 2004. Les Italiens sont éliminés en phase de poule en se classant 3e du groupe C.

## Phase qualificative
La phase qualificative est composée de dix groupes. Les dix vainqueurs de poule sont directement qualifiés et les dix deuxièmes s'affrontent en barrages d'où ressortent cinq vainqueurs. Ces quinze équipes disputent l'Euro 2004 et ils accompagnent le Portugal, qualifié d'office en tant que pays organisateur. L'Italie termine 1re du groupe 9.
| Rang | Équipe               | Pts | J | G | N | P | Bp | Bc | Diff |  | Résultats (▼ dom., ► ext.) |     |     |     |     |     |
| ---- | -------------------- | --- | - | - | - | - | -- | -- | ---- |  | -------------------------- | --- | --- | --- | --- | --- |
| 1    | Italie               | 17  | 8 | 5 | 2 | 1 | 17 | 4  | +13  |  | Italie                     |     | 4-0 | 1-1 | 2-0 | 4-0 |
| 2    | Pays de Galles       | 13  | 8 | 4 | 1 | 3 | 13 | 10 | +3   |  | Pays de Galles             | 1-2 |     | 2-3 | 1-1 | 4-0 |
| 3    | Serbie-et-Monténégro | 12  | 8 | 3 | 3 | 2 | 11 | 11 | 0    |  | Serbie-et-Monténégro       | 1-1 | 1-0 |     | 2-0 | 2-2 |
| 4    | Finlande             | 10  | 8 | 3 | 1 | 4 | 9  | 10 | -1   |  | Finlande                   | 0-2 | 0-2 | 3-0 |     | 3-0 |
| 5    | Azerbaïdjan          | 4   | 8 | 1 | 1 | 6 | 5  | 20 | -15  |  | Azerbaïdjan                | 0-2 | 0-2 | 2-1 | 1-2 |     |

## Phase finale

### Phase de groupe
| Groupe C |          |     |   |   |   |   |    |    |      |
|          | Équipe   | Pts | J | G | N | P | Bp | Bc | Diff |
| 1        | Suède    | 5   | 3 | 1 | 2 | 0 | 8  | 3  | +5   |
| 2        | Danemark | 5   | 3 | 1 | 2 | 0 | 4  | 2  | +2   |
| 3        | Italie   | 5   | 3 | 1 | 2 | 0 | 3  | 2  | +1   |
| 4        | Bulgarie | 0   | 3 | 0 | 0 | 3 | 1  | 9  | -8   |

| 14 juin | Danemark | 0 | 0 | Italie   |
| 14 juin | Suède    | 5 | 0 | Bulgarie |
| 18 juin | Bulgarie | 0 | 2 | Danemark |
| 18 juin | Italie   | 1 | 1 | Suède    |
| 22 juin | Italie   | 2 | 1 | Bulgarie |
| 22 juin | Danemark | 2 | 2 | Suède    |

| 14 juin 2004                      | Danemark | 0 – 0 | Italie | Estádio D. Afonso Henriques, Guimarães                  |                                                         |
| 17:00 · Historique des rencontres |          |       |        | Spectateurs : 29 595 Arbitrage : Manuel Mejuto González | Spectateurs : 29 595 Arbitrage : Manuel Mejuto González |

| 18 juin 2004                      | Italie      | 1 – 1 | Suède           | Estádio do Dragão, Porto                   |                                            |
| 19:45 · Historique des rencontres | Cassano 37e |       | Ibrahimović 85e | Spectateurs : 44 926 Arbitrage : Urs Meier | Spectateurs : 44 926 Arbitrage : Urs Meier |

| 22 juin 2004                      | Italie                       | 2 – 1 | Bulgarie             | Estádio D. Afonso Henriques, Guimarães           |                                                  |
| 19:45 · Historique des rencontres | Perrotta 48e · Cassano 90+4e |       | M. Petrov 45e (pen.) | Spectateurs : 16 002 Arbitrage : Valentin Ivanov | Spectateurs : 16 002 Arbitrage : Valentin Ivanov |

## Effectif
Sélectionneur : Giovanni Trapattoni
| No. | Pos.      | Joueur               | Date de naissance et âge | Sélec. | Club              |
| --- | --------- | -------------------- | ------------------------ | ------ | ----------------- |
| 1   | Gardien   | Gianluigi Buffon     | 28 janvier 1978          |        | Juventus de Turin |
| 2   | Défenseur | Christian Panucci    | 12 avril 1973            |        | AS Rome           |
| 3   | Défenseur | Massimo Oddo         | 14 juin 1976             |        | Lazio de Rome     |
| 4   | Milieu    | Cristiano Zanetti    | 14 avril 1977            |        | Inter de Milan    |
| 5   | Défenseur | Fabio Cannavaro      | 13 septembre 1973        |        | Inter de Milan    |
| 6   | Défenseur | Matteo Ferrari       | 5 décembre 1979          |        | Parme FC          |
| 7   | Attaquant | Alessandro Del Piero | 9 novembre 1974          |        | Juventus de Turin |
| 8   | Milieu    | Gennaro Gattuso      | 9 janvier 1978           |        | AC Milan          |
| 9   | Attaquant | Christian Vieri      | 12 juillet 1973          |        | Inter de Milan    |
| 10  | Milieu    | Francesco Totti      | 27 septembre 1976        |        | AS Rome           |
| 11  | Attaquant | Bernardo Corradi     | 30 mars 1976             |        | Lazio de Rome     |
| 12  | Gardien   | Francesco Toldo      | 2 décembre 1971          |        | Inter de Milan    |
| 13  | Défenseur | Alessandro Nesta     | 19 mars 1976             |        | AC Milan          |
| 14  | Milieu    | Stefano Fiore        | 17 avril 1975            |        | Lazio de Rome     |
| 15  | Défenseur | Giuseppe Favalli     | 8 janvier 1972           |        | Lazio de Rome     |
| 16  | Milieu    | Mauro Camoranesi     | 4 octobre 1976           |        | Juventus de Turin |
| 17  | Attaquant | Marco Di Vaio        | 15 juillet 1976          |        | Fiorentina        |
| 18  | Attaquant | Antonio Cassano      | 12 juillet 1982          |        | AS Rome           |
| 19  | Défenseur | Gianluca Zambrotta   | 19 février 1977          |        | Juventus de Turin |
| 20  | Milieu    | Simone Perrotta      | 17 septembre 1977        |        | Chievo Vérone     |
| 21  | Milieu    | Andrea Pirlo         | 19 mai 1979              |        | AC Milan          |
| 22  | Gardien   | Angelo Peruzzi       | 16 février 1970          |        | Lazio de Rome     |
| 23  | Défenseur | Marco Materazzi      | 19 août 1973             |        | Inter de Milan    |

## Navigation